# Скандування аукціоніста
Скандування аукціоніста, речитатив аукціоніста (англ. auction chant, також англ. bid calling, the auction cry, the cattle rattle, auctioneering) — метод швидкої мови, який використовується аукціоністами в більшості аукціонів з продажу худоби та інших аукціонах в США. Полягає в ритмічному і розпівному повторенні чисел (поточна ставка і запит вищої) і слів-зв'язок. Швидке скандування дозволяє продати більше лотів за обмежений час.
Як правило, кожен аукціоніст має власну манеру речитативу, між аукціоністами проводяться чемпіонати по проведенню аукціонів в цьому стилі. Скандування аукціоніста вийшло за межі аукціонів і використовувалося в музиці, рекламних роликах і кіно.

## Опис
У скандуванні повторюються два числа, пов'язані з продажем товару. Це поточна пропозиція і друге — наступна пропозиція, яка переб'є поточну.
Для того щоб зробити мову плавною і ритмічною, між числами аукціоністи вставляють слова-зв'язки. Слова-зв'язки створюють своєрідні паузи, під час яких аукціоністи і учасники аукціону можуть подумати між ставками. Слова-зв'язки використовуються, щоб робити заяви, задавати питання або просто допомагають створити ритм в речитативі. Типові слова-зв'язки, які викладають в школах аукціонерів, це «dollar bid», «now» і «will ya 'give me?».
Типове скандування, якому навчають початківців аукціоністів, слідує схемі «One dollar bid, now two, now two, will ya' give me two? Two dollar bid, now three, now three, will ya' give me three?» і триває до тих пір, поки лот не буде проданий. Часто перед закінченням торгу аукціоніст оголошує: «Going once, going twice, sold!» («Раз, два, продано!») або «Going, going, gone!» («Їдемо, їдемо, пішов!»), а потім оголошує переможця і вдаряють молотком.
Через те що слова-зв'язки вимовляються скоромовкою, зливаючись разом, виникає ілюзія, що аукціоніст швидко говорить, що створює більше хвилювання і наганяє ажіотаж серед учасників аукціону.
Приклад скандування:
|  | Хто дасть мені сто доларів? Сто доларів пропозиція, тепер двісті, тепер двісті, хто дасть мені двісті? Двісті доларів ставка, тепер триста, в даний час триста, хто дасть мені триста? Двісті, двісті з половиною, двісті п'ятдесят, як щодо двохсот п'ятдесяти? 50? 50? 50? Я зрозумів! Як щодо двохсот шістдесяти? Шістдесят? Шістдесят? У мене є двісті шістдесят, сімдесят тепер? Як щодо сімдесяти? двісті сімдесят? |

Досвідчені аукціоністи з роками, як правило, розвивають свій власний стиль скандування зі своїми унікальними словами-зв'язками, ритмом і швидкістю розспіву. Часто скандування доповнюється вигуками букмекера, який допомагає аукціоністові в проведенні аукціону. Аукціоністи на аукціонах з продажу тварин відрізняються своєю високою швидкістю скандування.

## Змагання зі скандування
Серед аукціоністів проводяться чемпіонати зі скандування, які визначають регіональних або світових чемпіонів на основі швидкості, виразності і чіткості мови. Букмекери також можуть брати участь в змаганнях.
Чемпіонати популярні в області аукціонів з продажу автомобілів і тварин, але не обмежується ними.
У Національній асоціації Аукціоністів США, а також асоціаціях окремих штатів проводяться щорічні змагання зі скандування аукціоністів («bid calling competitions»), окремо організовуються змагання букмекерів.

## Ресурси Інтернету
- Анна Лаврова (6 березня 2017). Швидше реперів: ведучі аукціонів з продажу худоби вражають швидкістю мови. Рідус. Процитовано 30 вересня 2017.
- Carolyn Janik; Ruth Rejnis (1994), Id = G3Nt32hFkPgC & pg = PA57 & lpg = PA57 & dq =% 22Auction + Chant% 22 Real Estate Careers: 25 Growing Opportunities, John Wiley and Sons, ISBN 978-0-471-59203-7 {{citation}}: Вказано більш, ніж один |ISBN= та |isbn= (довідка)
- http://www.thevoe.com/anecdotes/a-very-brief-history-on-the-fast-talking-style/
- https://web.archive.org/web/20170206152424/http://blog.krrb.com/auctioneers-how-and-why-do-they-talk-so-dang-fast/
- http://mentalfloss.com/article/78668/15-fast-talking-auctioneering-terms